# Rubén Baraja
Rubén Baraja Vegas (født 11. juli 1975 i Valladolid, Spanien) er en tidligere spansk fodboldspiller, der spillede som midtbanespiller. Han var på klubplan primært tilknyttet Valencia CF, men havde også ophold i Real Valladolid og Atlético Madrid.
Med Valencia CF vandt Baraja to spanske mesterskaber, en Copa del Rey-titel, samt UEFA Cuppen og UEFA Super Cuppen i 2004.

## Landshold
Baraja spillede gennem karrieren desuden 43 kampe for Spaniens landshold, som han debuterede for den 7. oktober 2000 i et opgør mod Israel. Efterfølgende var han med i den spanske trup til både VM i 2002 i Sydkorea og Japan samt EM i 2004 i Portugal.

## Titler
La Liga
- 2002 og 2004 med Valencia CF

Copa del Rey
- 2008 med Valencia CF

UEFA Cup
- 2004 med Valencia CF

UEFA Super Cup
- 2004 med Valencia CF